# 俾路支省
俾路支省（Balochistan）位於巴基斯坦西部，是該國四個省份之一。西鄰伊朗錫斯坦－俾路支斯坦省，北鄰阿富汗，南鄰阿拉伯海，東邊是旁遮普省和信德省。属于俾路支地区。面積347,190平方公里，首府奎達。主要语言有俾路支语、普什图语、布拉灰语、波斯语、乌尔都语等。俾路支一直有独立运动，原因是當地人不滿政府一直是由旁遮普省的人主導。

## 地理
俾路支省位于中亚、西南亚、和南亚的分界地区，属于伊朗高原东面边缘。是巴基斯坦四个省份中面积最大的（构成其领土的48%）。然而由於山区地形和水资源的匮乏。人口密度非常低，该省南部地区被称为玛克兰。中部地区的被称为卡拉特。苏莱曼山雄踞该省的东北角部分，柏兰通道是进入阿富汗的坎大哈一个很自然的路线。大部分的省，奎达以南地区是沙漠地形，稀疏的小城镇大多位于河流和溪涧附近。 

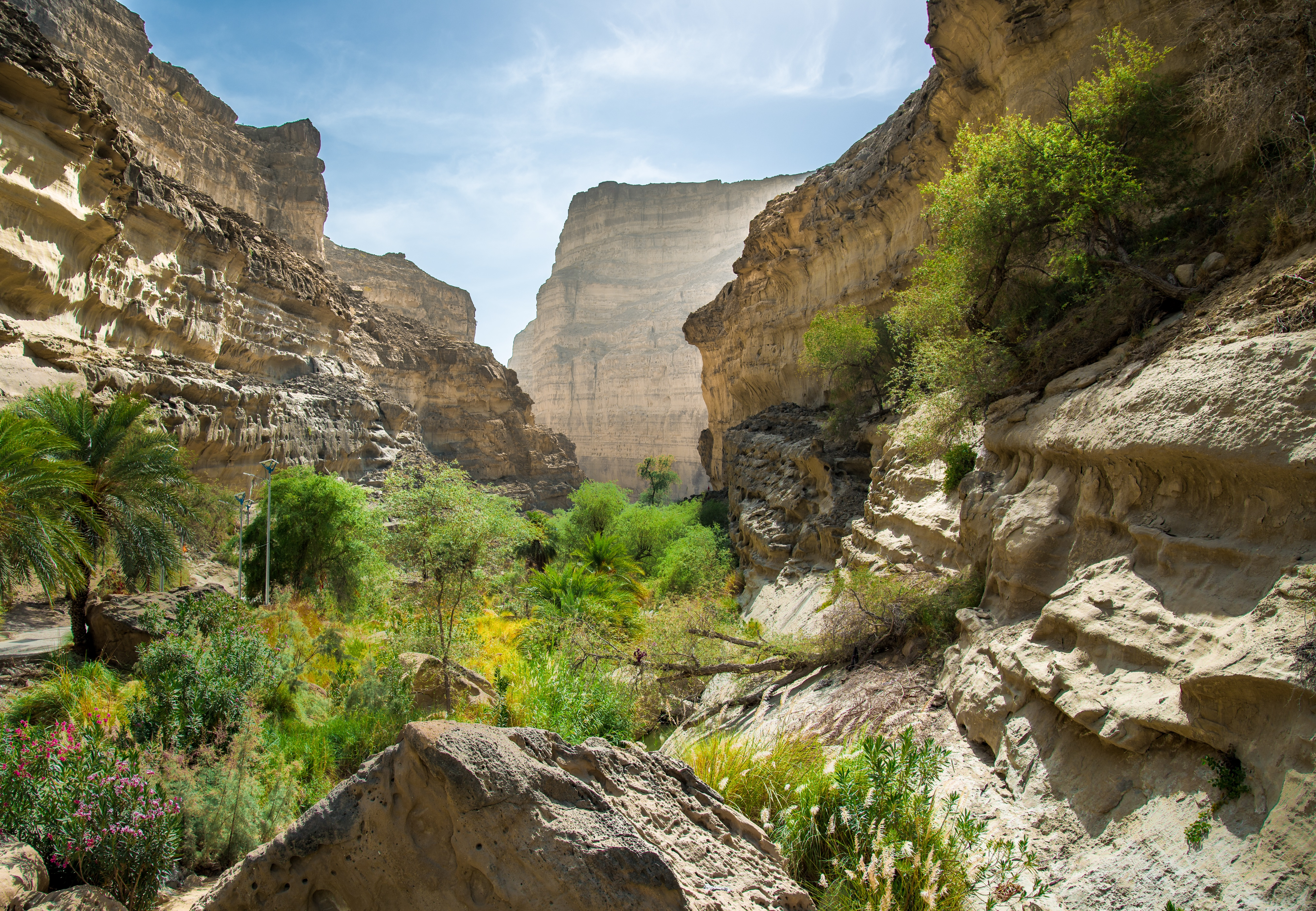
国家公园
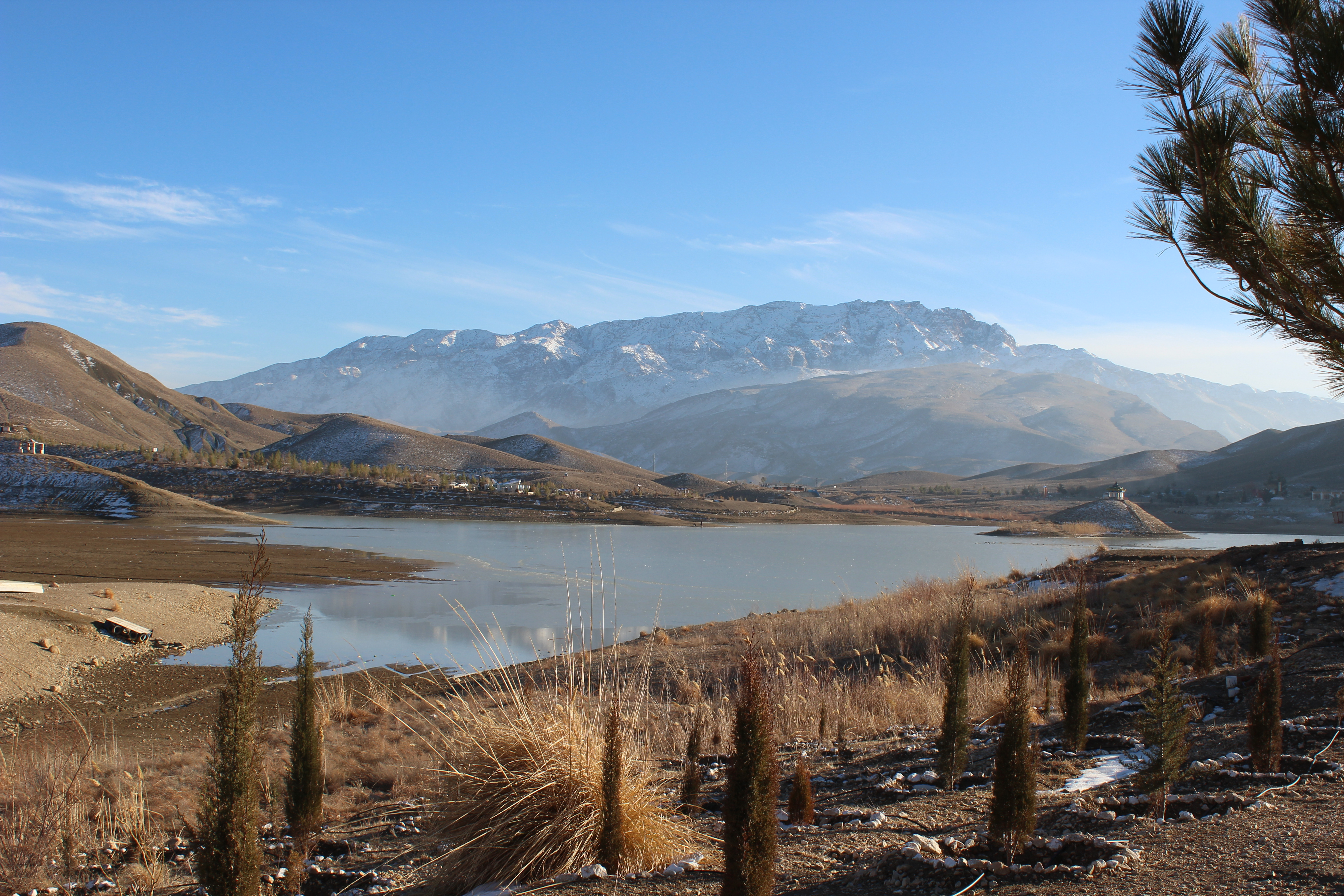
汗纳湖

## 经济社会
该省首府是奎达，位于该省人口最稠密的东北部。坐落于一个靠近阿富汗边界的河谷，一条道路在坎大哈西北。 
俾路支省有非常丰富的石油、天然气、铜、煤、铅等矿藏，但经济目前比较落后。
在临海城市瓜达尔，巴基斯坦政府目前正在中国帮助下进行一项大型工程项目——建立一个港口。瓜达尔港是“中巴经济走廊”的终点，以此作为巴基斯坦海军的另一基地，并减少巴基斯坦对目前仅有的卡拉奇和卡西姆港这两个主要港口的依赖。

## 人口
| 主要语言人口 (2017年统计) | 主要语言人口 (2017年统计) | 主要语言人口 (2017年统计) | 主要语言人口 (2017年统计) | 主要语言人口 (2017年统计) |
| ------------------------- | ------------------------- | ------------------------- | ------------------------- | ------------------------- |
|                           |                           |                           |                           |                           |
| 俾路支语                  | 俾路支语                  |                           | 35.5%                     | 35.5%                     |
| 普什图语                  | 普什图语                  |                           | 35.3%                     | 35.3%                     |
| 布拉灰语                  | 布拉灰语                  |                           | 17.1%                     | 17.1%                     |
| 信德语                    | 信德语                    |                           | 4.6%                      | 4.6%                      |
| 沙拉基语                  | 沙拉基语                  |                           | 2.7%                      | 2.7%                      |
| 其他                      | 其他                      |                           | 4.8%                      | 4.8%                      |

由於高山地形、乾燥氣候與淡水缺乏等原因，俾路支省的人口數與人口密度在巴基斯坦都很低，根據2012年3月的粗估調查，俾路支省人口有1316萬2222人，而官方2011年的調查統計則是791萬4000人。主要为俾路支人。